# Pseudimbrasia gerresheimi
Pseudimbrasia gerresheimi är en fjärilsart som beskrevs av Embrik Strand 1911. Pseudimbrasia gerresheimi ingår i släktet Pseudimbrasia och familjen påfågelsspinnare. Inga underarter finns listade i Catalogue of Life.